# رقص قشقایی
رقص قشقایی یا رقص‌های ترکیِ قشقایی انواعی از رقص‌ها را شامل می‌شود که در ایل قشقایی در جنوب ایران، میان مردمان این ایل اجرا می‌شود.
برخی از این رقص‌ها تشابه‌هایی با رقص‌های آذربایجانی در شمال غرب ایران دارند.

## فلسفه
آتش از دیرباز تاکنون برای قشقایی‌ها ارزشمند بوده است. مردم این ایل در کنار آتش جمع می‌شدند و آن را نمادی از پاکی می‌دانستند.  
رقص دسته‌جمعی قشقایی‌ها هلی نام دارد که در آن، مردان و زنان با حرکت دستمال‌های خود، شیطان را از خود دور کرده و با کوبیدن پاهای خود بر زمین، نفس امارهٔ خود را زیر پا می‌گذارند. این رقص نمادی از برابری و اتحاد میان مردان و زنان ایل قشقایی است.

## انواع رقص‌ها
دستمال بازی یکی از کهن‌ترین رقص‌های ایرانی محسوب می‌شود که توسط قشقایی‌ها و برخی اقوام دیگر مانند لرها، بختیاری‌ها، لک‌ها و کردها اجرا می‌شود. هر کدام از رقص‌های قشقایی ریتم خاص خود را دارند که به آنها قصد گفته می‌شود.  

### ۱. آغور هلی
این رقص سنگین‌ترین ریتم را دارد و در عروسی‌ها، هنگامی که نوای بی‌کلام کرنا یا ارگ قطع می‌شود، اجرا می‌گردد. در این لحظه، زنان و مردان که دایره‌وار ایستاده‌اند، همزمان دستمال‌های خود را بالا برده و یکی از پاهای خود را محکم بر زمین می‌کوبند.  

### ۲. اورتا هلی
این رقص نسبت به آغور هلی کمی تندتر است و می‌توان آن را با آهنگ‌های دارای کلام نیز اجرا کرد. این رقص در طوایف مختلف ایل قشقایی به شیوه‌های متفاوتی انجام می‌شود، از جمله:  
- هلی دره‌شوری (مختص طایفهٔ دره‌شوری)
- هلی شش‌بلوکی (مختص طایفهٔ شش‌بلوکی)
- هلی رحیملو (مختص طایفهٔ رحیملو)

### ۳. یورغا هلی
یکی از سریع‌ترین رقص‌های ایل قشقایی است که در آن، افراد پشت سر هم و رو به جلو حرکت می‌کنند. این رقص شامل پنج زیرشاخه است:  
- هلی گلابتون
- درناغ ایسی
- کولی بار
- باسما
- لکی

### ۴. اوچ باسما (قهر و آشتی)
این رقص به‌صورت دونفره انجام می‌شود. در این سبک، افراد دستمال خود را از بالای سر عبور داده و یک‌بار پشت خود (نماد قهر) و بار دیگر روی خود را به سمت فرد مقابل می‌برند (نماد آشتی).  

### ۵. بش باسما (رقص سه‌دست)
این رقص، ترکیبی از آغور هلی و اورتا هلی است که با ریتمی سریع‌تر اجرا می‌شود.  

### ۶. اشرفی (رقص مرودشتی)
یکی از زیباترین و معروف‌ترین رقص‌های قشقایی است که نمادی از شادی و نشاط ایل محسوب می‌شود.  

### ۷. هفت دستمال (رفت و برگشت)
در این رقص، مردان و زنان هفت مرتبه با تکان دادن دستمال‌های خود به جلو و عقب حرکت می‌کنند.  

### ۸. یورغا هلی تند
سریع‌ترین نوع هلی که رقاصان در آن می‌توانند به‌صورت گروهی یا تک‌نفره حرکت کنند.  

## چوب‌بازی (جنگنامه)
چوب‌بازی یا ترکه‌بازی یکی از رقص‌های رزمی ایل قشقایی است که در برخی دیگر از اقوام ایرانی نیز رایج است. این رقص در ایل قشقایی به جنگنامه مشهور است و معمولاً تنها با صدای کرنا و نقاره اجرا می‌شود. در این بازی، دو نفر با چوب‌های مخصوص، نبردی نمادین را به نمایش می‌گذارند.  

## نگارخانه

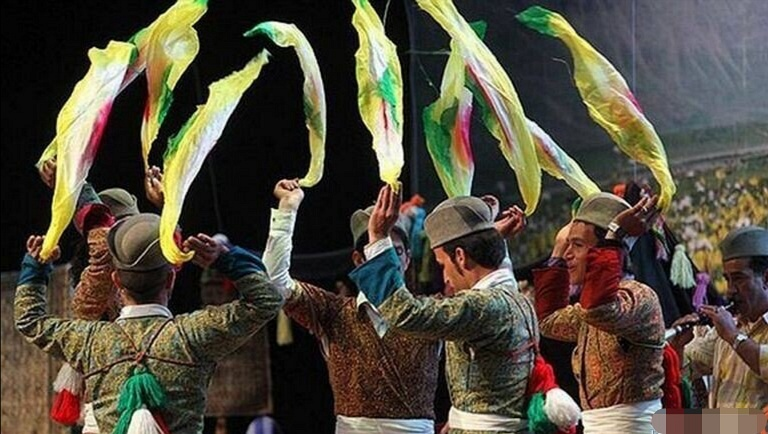
دستمال گردانی مردان ایل قشقایی
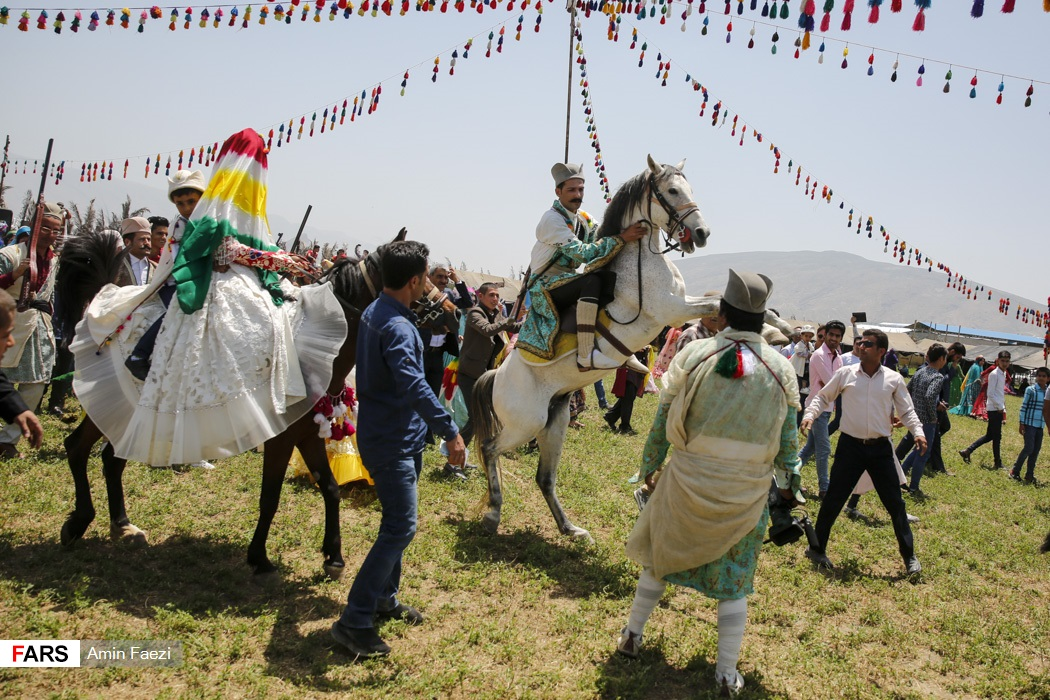
عروسی قشقایی در فیروزآباد، فارس